# قدم زدن (ترانه پنترا)
«قدم زدن» تک‌آهنگی از گروه موسیقی موسیقی هوی متال پنترا است که در سال ۱۹۹۳ میلادی منتشر شد. نسخه بازخوانی این ترانه توسط گروه اونجد سون‌فولد در سال ۲۰۰۷ انجام شد.